# Ботида
Бо̀тида (на италиански: Bottidda; на сардински: Bòtidda) е село и община в Южна Италия, провинция Сасари, автономен регион и остров Сардиния. Разположено е на 396 m надморска височина. Населението на общината е 756 души (към 2010 г.).